# 更生
更生是指在刑事司法体系中，通过一系列的教育、培训、治疗和社会支持措施，帮助囚犯改变不良行为模式，提升其社会适应能力，预防重新犯罪的过程。更生的目标是促使囚犯成功融入社会，成为守法公民。受刑人在出狱以后可稱為更生人。

## 历史
更生的理念最早可追溯至19世纪的欧洲，当时人们开始意识到仅仅依赖惩罚并不能有效阻止犯罪。随着心理学、社会学和犯罪学的发展，更生逐渐成为刑事政策的重要组成部分，被视为降低再犯率、维护社会稳定的有效手段。

## 实施机构
更生计划通常由监狱管理部门、政府机构、非政府组织和专业人员共同执行，涉及心理咨询师、教育工作者、职业训练师、社工等多个领域专业人士的协作。

## 方法
成功的更生也受益于以下条件：
- 确保囚犯不处于威胁健康的恶劣环境中，能获得医疗服务，并受到保护免受其他形式的严重虐待；
- 能够维持与外界的联系；
- 学习新技能，以助于他们在出狱后的生活与工作；
- 明确且详细的法定规定，澄清适用的保障措施，并规范任何与刑事事项相关的数据记录的使用和处理。

通常的方法包括：
- 心理矫治：包括心理咨询、认知行为疗法等，旨在纠正囚犯的思维模式和心理障碍。
- 教育培训：提供基础教育、职业教育或高等教育，提升囚犯的文化水平、增强其就业能力。
- 家庭与社会关系重建：帮助囚犯修复人际关系，建立健康的社会联系。
- 药物治疗：针对有药物滥用或其他问题的囚犯，提供医疗支持。
- 精神与宗教辅导：提供精神或宗教指导，帮助囚犯构建健康的人生观。
- 社区服务与过渡性住房：协助解决囚犯在出狱后的住宿问题。

1975年首次在印度的监狱中教授为期10天的观禅课程。此后，观禅于美国（1997年至今）、英国（1998年）、西班牙（2003年）、以色列（2007年）和爱尔兰（2015年）监狱中教授。 观禅旨在减少例如愤怒和攻击性等负面的心理状态，并提供通往内心和平的途径。

## 各地情况

### 挪威
挪威的監獄制度基於正常化原則，重點不是“惩罚”而是“康复”。囚犯可以使用在獄外會有的便利設施，例如私人迷你冰箱，平板電視，私人浴室以及通往室外環境的通道。加上囚犯共享的廚房和起居區創造了一種家庭感，不穿傳統的獄服有助於挪威的更生系統。

### 香港
懲教署早期稱相关人员為「釋囚」，意指於監獄裡對自己的錯誤進行反省，並且以積極的態度，學習各種技能或者持續進修，從而讓自己在出獄後，能夠重新融入、貢獻社會。2000年2月，懲教署开始用积极意义的「更生人士」取代「釋囚」，而且設部門專門協助更生人士。

### 臺灣
由法务部矫正署下属的非营利组织更生保护会主导，提供就业辅导、心理支持、家庭与社会关系重建、经济援助、法律咨询等服务。每年11月11日为更生保护节。

## 批评
更生系统遭受的一些批评：它们可能授权长时间限制自由，以允许进行诊断和治疗，这可能导致对个人自由的长时间约束。更生系统可能扩大政府对犯罪者个性的控制，授权政府拥有广泛的权力。正当程序的担忧可能源于更生过程中缺乏对被告程序权利的传统保护。诸如毒品法庭之类的某些更生计划，因将更多违反治疗规定的被告送入监狱，相较于没有这些计划时的情况，实际上扩大了刑罚控制的范围，受到了批评。